# Temuwangi
Temuwangi is een bestuurslaag in het regentschap Klaten van de provincie Midden-Java, Indonesië. Temuwangi telt 2754 inwoners (volkstelling 2010).